# كايل كالان-مكفادين
كايل كالان-مكفادين (بالإنجليزية: Kyle Callan-McFadden)‏ هو لاعب كرة قدم بريطاني في مركز قلب الدفاع، ولد في 20 أبريل 1995 في مقاطعة دونيجال في جمهورية أيرلندا. شارك مع منتخب جمهورية أيرلندا تحت 19 سنة لكرة القدم ومنتخب جمهورية أيرلندا تحت 21 سنة لكرة القدم. أما مع النوادي، فقد لعب مع أورلاندو سيتي ونورويتش سيتي.

## وصلات خارجية
- كايل كالان-مكفادين على موقع Soccerway.com (الإنجليزية)